# Ozvezdje
Ozvézdje (redkeje tudi konstelácija) je skupina zvezd, ki so navidezno zvezane druga z drugo v posebno podobo. V trorazsežnem prostoru večina zvezd, ki jih vidimo, ni povezanih med seboj, lahko pa ležijo skupaj na nebesni krogli nočnega neba. Ljudje so se skozi zgodovino odlikovali po prepoznavanju vzorcev in so povezovali navidezno bližnje zvezde v ozvezdja. »Neuradno« ozvezdje se imenuje tudi asterizem. Zvezde v ozvezdjih ali asterizmi so redkokdaj medsebojno astrofizikalno zvezani. Samo navidezno so skupaj na nebu kot jih vidimo z Zemlje in običajno ležijo daleč vsaka sebi v prostoru.
Povezovanja zvezd v ozvezdja so poljubna. Različne civilizacije in kulture imajo različna ozvezdja, čeprav se nekatera očitna pojavljajo večkrat, kot na primer Orion (Ori) in Škorpijon (Sco).
Mednarodna astronomska zveza (IAU) je leta 1928 na kongresu in še kasneje leta 1933 razdelila nebo na 88 uradnih ozvezdij z natančnimi popravljenimi mejami, tako, da vsaki smeri odgovarja natančno eno ozvezdje. Meje so poravnali po vzporednikih in velikih krogih na nebesni krogli. Na severni nebesni polobli ta ozvezdja večinoma izhajajo iz starogrških, ki so se prenesla v srednji vek. Dvanajst ozvezdij severne nebesne poloble stari Grki niso mogli opazovati in sta jih določila nizozemska pomorščaka Pieter Dirkszoon Keyser in Frederick de Houtman v 16. stoletju, v kataloge pa jih je prvi zarisal in opisal Johann Bayer.
Prvih dvanajst ozvezdij ob ekliptiki spada v zodiakalna ozvezdja. Poleg teh ozvezdij je Klavdij Ptolemaj navedel 36 ozvezdij, večino vidnih iz Aleksandrije. Meje njegovih ozvezdij so bile še nepravilne krivulje. Eno od Ptolemajevih izvirnih ozvezdij - Ladja Argo - je de Lacaille razdelil na tri ozvezdja, tako, da jih je sedaj 38. Na koncu so dodali še ozvezdja, ki so zapolnila Ptolemajeve vzorce in južno nebo, ki so ga raziskali evropski raziskovalci, in tako pokrili celotno nebo.
Nekaj predlaganih ozvezdij niso sprejeli. Najbolj znano je ozvezdje Zidni kvadrant (Quadrans Muralis - sedaj del Volarja (Boo)) po katerem se imenuje meteorski roj kvadrantidov. Dolgo časa so bili poleg uradnih ozvezdij razširjeni vzorci kot sta Veliki voz (v Združenem kraljestvu znan kot »Plug«) in Mali voz.

## Imena zvezd
Veliko zvezd se imenuje po rodilniku ozvezdja, v katerem se nahaja. Ta imena vsebujejo Bayerjevo poimenovanje, kot je α Kentavra (α Cen), Flamsteedovo poimenovanje, kot je 61 Laboda (61 Syg) in poimenovanja spremenljivih zvezd kot je RR Lire (RR Lyr). O imenih zvezd glej poimenovanje zvezd. Pogosto so imena iz grške mitologije.